# Рассет Бурбанк
Рассет Бурбанк (англ. Russet Burbank) — сорт картофеля с большими клубнями, покрытыми коричневой кожурой и имеющими белую мякоть.
На 2015 г. в реестре селекционных достижений России сорт не зарегистрирован. В 2011 г. был аннулирован патент на сорт со схожим названием Руссет Бурбанк ньюлиф.

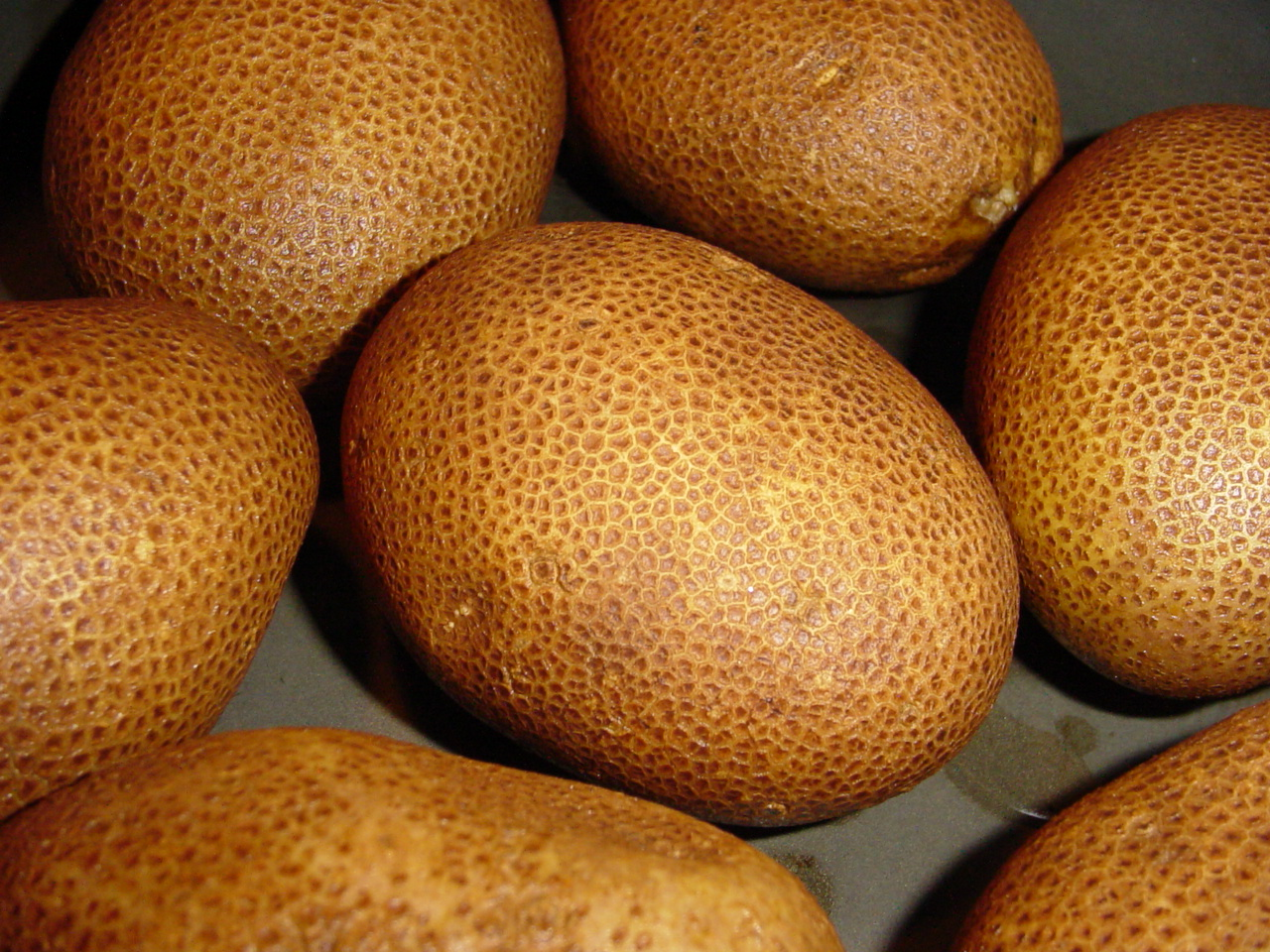
Фото характерных клубней сорта Russet-Burbank.

## История сорта
Известно, что Лютер Бёрбанк вывел предшественника, 'Burbank potato', в Луненбурге, Массачусетс, США, в начале 1870-х. В 1875 года Бёрбанк продал ферму и права на этот сорт картофеля и переехал в Санта-Розу (Калифорния).
Позже был выведен потомок этого сорта с красно-коричневой кожицей, названный 'Russet Burbank'.
Сорт 'Russet Burbank' был описан Лютером Бёрбанком в 1914 году как химера, отобранная Лу Свитом (Lou Sweet) из культиваров Бёрбанка. Лу Свит выращивал картофель на западе Колорадо и был президентом ассоциации картофелеводов Америки в 1920 году.
В настоящее время существуют различные культивары сорта 'Рассет Бурбанк'.
В том числе утверждены для продажи и выращивания в ряде стран сорта ГМО-картофеля 'Рассет Бурбанк', имеющие различные модификации (устойчивость к насекомым и/или гербицидам и вирусам), выпускаемые фирмами Monsanto и J.R. Simplot Co.

## Применение и распространение

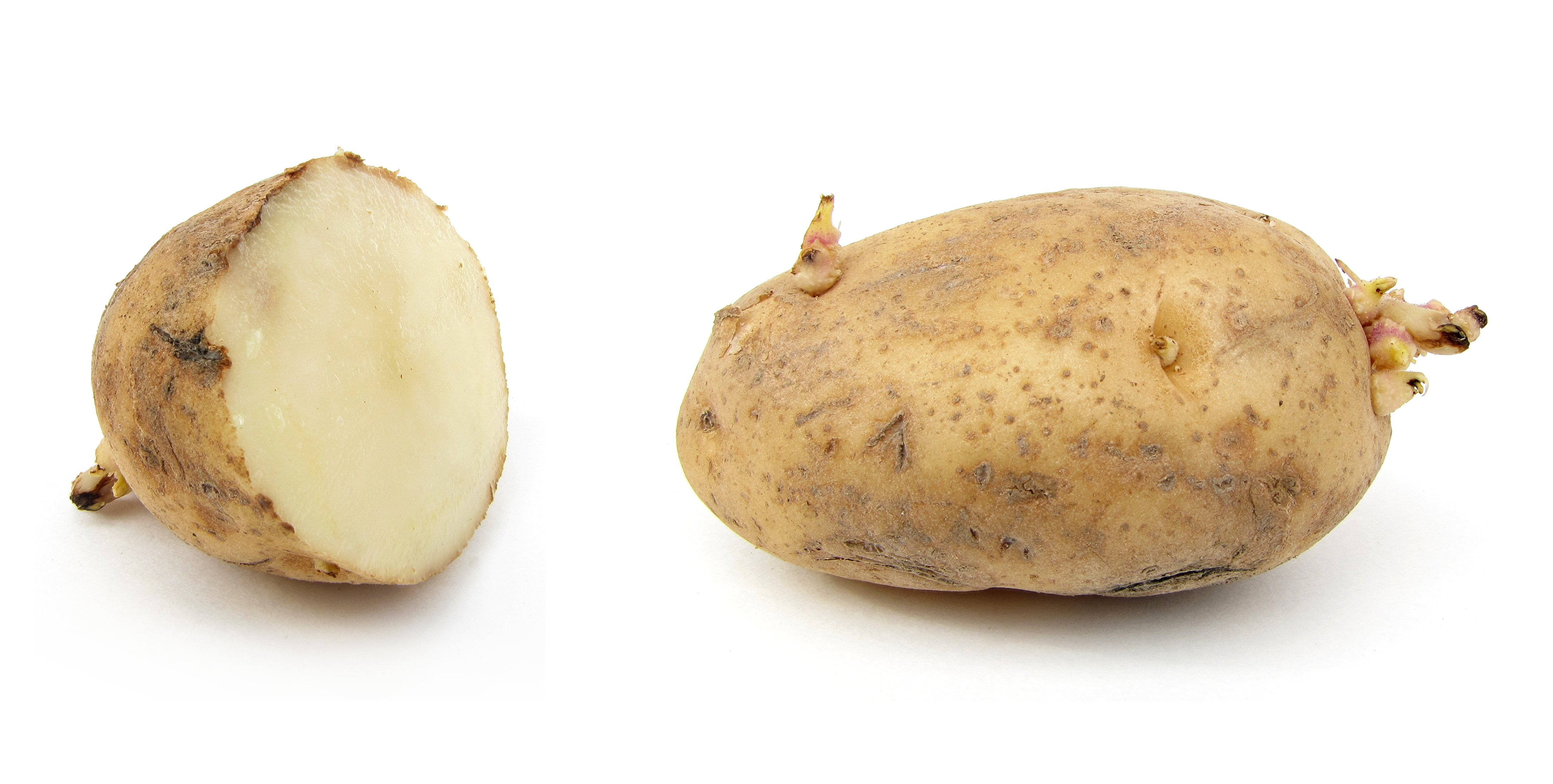
Культивар Руссет Бурбанк из Айдахо

Сорт в основном используется при приготовлении картофеля фри, чипсов и жареного картофеля в ресторанах фастфуда.
При использовании сорта для изготовления картофельных чипсов получаются тёмноокрашенные чипсы из-за карамелизации сахаров, содержание которых в нём выше, нежели в сорте картофеля 'Maris Piper', более часто используемого в производстве чипсов.
Клубни этого сорта имеют высокую антиоксидантную активность.
В 1970-е годы сорт был интродуцирован в Австралии, где он является основным сортом для приготовления жареного картофеля.
В Северной Америке сорт хорошо растёт на орошаемых почвах (в северо-западных штатах США — Айдахо, Вашингтон, Орегон, Монтана, а также в Канаде). Урожайность не ГМ-сорта составляет 28-67 т/га.